# Sonya Jeyaseelan
Sonya Jeyaseelan (New Westminster, 24 aprile 1976) è un'ex tennista canadese.

## Biografia
Raggiunse il suo best ranking in singolare il 4 dicembre 2000 con la 48ª posizione; nel doppio divenne, il 16 ottobre 2000, la 40ª del ranking WTA. Sempre in quell'anno prese parte alle Olimpiadi, venendo però eliminata subito al primo turno.
Il miglior risultato ottenuto in singolare, è la finale raggiunta nel 1998 nella Copa Colsanitas; in quell'occasione fu sconfitta dall'argentina Paola Suárez in due set con il punteggio di 3-6, 4-6. Maggiori prestazioni sono state ottenute in doppio, specialmente nell'Internationaux de Strasbourg, torneo nel quale in ben due occasioni, nel 2000 e nel 2003 è riuscita ad ottenere la vittoria finale. In coppia con la svedese Åsa Svensson raggiunse, inoltre, la finale degli Internazionali Femminili di Palermo del 1999 uscendone però sconfitta dalla coppia composta dalle slovene Tina Križan e Katarina Srebotnik.
Ha fatto parte della squadra canadese di Fed Cup dal 1997 al 2003 con un bilancio di ventinove vittorie e sette sconfitte.

## Statistiche

### Tornei WTA

#### Singolare

##### Finali perse (1)
| Grande Slam (0)       |                       |
| WTA Championships (0) |                       |
| Prima del 2009        | Dal 2009              |
| Tier I (0)            | Premier Mandatory (0) |
| Tier II (0)           | Premier 5 (0)         |
| Tier III (0)          | Premier (0)           |
| Tier IV (1)           | International (0)     |

| Numero | Data             | Torneo                  | Superficie  | Avversaria in finale | Punteggio |
| 1.     | 16 febbraio 1998 | Copa Colsanitas, Bogotà | Terra rossa | Paola Suárez         | 3–6, 4-6  |

#### Doppio

##### Vittorie (2)
| Grande Slam (0)       |                       |
| WTA Championships (0) |                       |
| Prima del 2009        | Dal 2009              |
| Tier I (0)            | Premier Mandatory (0) |
| Tier II (0)           | Premier 5 (0)         |
| Tier III (2)          | Premier (0)           |
| Tier IV (0)           | International (0)     |

| Numero | Data           | Torneo                                   | Superficie  | Compagna        | Avversarie in finale                  | Punteggio |
| 1.     | 22 maggio 2000 | Internationaux de Strasbourg, Strasburgo | Terra rossa | Florencia Labat | Kim Grant María Vento-Kabchi          | 6-4, 6-3  |
| 2.     | 19 maggio 2003 | Internationaux de Strasbourg, Strasburgo | Terra rossa | Maja Matevžič   | Laura Granville Jelena Kostanić Tošić | 6-4, 6-4  |

##### Finali perse (1)
| Grande Slam (0)       |                       |
| WTA Championships (0) |                       |
| Prima del 2009        | Dal 2009              |
| Tier I (0)            | Premier Mandatory (0) |
| Tier II (0)           | Premier 5 (0)         |
| Tier III (0)          | Premier (0)           |
| Tier IV (1)           | International (0)     |

| Numero | Data           | Torneo                                       | Superficie  | Compagna     | Avversarie in finale           | Punteggio     |
| 1.     | 12 luglio 1999 | Internazionali Femminili di Palermo, Palermo | Terra rossa | Åsa Svensson | Tina Križan Katarina Srebotnik | 6-4, 3-6, 0-6 |

### Tornei minori

#### Singolare

##### Vittorie (3)
| Torneo 100 000 $ (0) |
| Torneo 75 000 $ (0)  |
| Torneo 50 000 $ (0)  |
| Torneo 25 000 $ (3)  |
| Torneo 10 000 $ (0)  |

| Numero | Data              | Torneo                                               | Superficie  | Avversaria in finale   | Punteggio     |
| 1.     | 12 settembre 1994 | ITF Women's Circuit Vancouver, Vancouver             | Cemento     | Janet Lee              | 6–2, 6-4      |
| 2.     | 16 ottobre 1995   | ITF Women's Circuit Fort Lauderdale, Fort Lauderdale | Cemento     | Christine Neuman       | 6–2, 4-6, 6-4 |
| 3.     | 3 marzo 1997      | ITF Women's Circuit Rockford, Rockford               | Cemento (i) | Siobhan Drake-Brockman | 7–6(6), 6-3   |

#### Doppio

##### Vittorie (3)
| Torneo 100 000 $ (0) |
| Torneo 75 000 $ (0)  |
| Torneo 50 000 $ (1)  |
| Torneo 25 000 $ (1)  |
| Torneo 10 000 $ (1)  |

| Numero | Data            | Torneo                                         | Superficie | Compagna      | Avversaria in finale               | Punteggio     |
| 1.     | 22 luglio 1996  | ITF Women's Circuit Fayetteville, Fayetteville | Cemento    | Rene Simpson  | Jane Chi Kelly S Wilson            | 3-6, 6-4, 6-2 |
| 2.     | 21 luglio 1997  | ITF Women's Circuit Peachtree, Peachtree       | Cemento    | Kaoru Shibata | Julie Pullin Amanda Wainwright     | 6-4, 6-1      |
| 3.     | 14 gennaio 2003 | ITF Women's Circuit Boca Raton, Boca Raton     | Cemento    | Sandra Cacic  | Shenay Perry Ljudmila Skavronskaja | 7-5, 6-2      |

### Risultati in progressione
| Sigla | Risultato               |
| ----- | ----------------------- |
| V     | Vincitore               |
| F     | Finalista               |
| SF    | Semifinalista           |
| O     | Oro olimpico            |
| A     | Argento olimpico        |
| SF    | Bronzo olimpico         |
| QF    | Quarti di Finale        |
| 4T    | Quarto turno            |
| 3T    | Terzo turno             |
| 2T    | Secondo turno           |
| 1T    | Primo turno             |
| RR    | Round Robin             |
| LQ    | Turno di qualificazione |
| A     | Assente                 |
| ND    | Non disputato           |

| Legenda superfici    |
| -------------------- |
| Cemento              |
| Terra battuta        |
| Erba                 |
| Superficie variabile |

#### Singolare nei tornei del Grande Slam
| Torneo          | 1996 | 1997 | 1998 | 1999 | 2000 | 2001 | 2002 | 2003 | 2004 |
| --------------- | ---- | ---- | ---- | ---- | ---- | ---- | ---- | ---- | ---- |
| Australian Open | 1T   | A    | 2T   | 1T   | 3T   | 1T   | A    | A    | A    |
| Open di Francia | A    | 1T   | 2T   | 1T   | 2T   | 1T   | A    | A    | A    |
| Wimbledon       | A    | A    | 1T   | 1T   | 3T   | 1T   | A    | A    | A    |
| US Open         | A    | A    | A    | A    | 2T   | A    | A    | A    | A    |

#### Doppio nei tornei del Grande Slam
| Torneo          | 1996 | 1997 | 1998 | 1999 | 2000 | 2001 | 2002 | 2003 | 2004 |
| --------------- | ---- | ---- | ---- | ---- | ---- | ---- | ---- | ---- | ---- |
| Australian Open | A    | 1T   | 1T   | 1T   | 3T   | 1T   | A    | A    | 2T   |
| Open di Francia | 1T   | 1T   | 1T   | 1T   | 1T   | 2T   | A    | 2T   | A    |
| Wimbledon       | 1T   | 1T   | 2T   | 1T   | 1T   | 1T   | A    | 1T   | A    |
| US Open         | QF   | 2T   | 2T   | 1T   | 2T   | 3T   | 2T   | 1T   | A    |

#### Doppio misto nei tornei del Grande Slam
| Torneo          | 1996 | 1997 | 1998 | 1999 | 2000 | 2001 | 2002 | 2003 | 2004 |
| --------------- | ---- | ---- | ---- | ---- | ---- | ---- | ---- | ---- | ---- |
| Australian Open | A    | A    | A    | A    | A    | A    | A    | A    | A    |
| Open di Francia | A    | 1T   | A    | 1T   | 1T   | A    | A    | A    | A    |
| Wimbledon       | A    | 1T   | 3T   | 1T   | 2T   | 1T   | A    | 2T   | A    |
| US Open         | A    | A    | A    | A    | A    | A    | A    | A    | A    |

## Vittorie contro giocatrici Top 10
| Stagione | 1999 | 2000 | Totale |
| Vittorie | 1    | 2    | 3      |

| #    | Giocatrice        | Ranking | Evento                                     | Superficie  | Turno | Punteggio   | Rank. SJR |
| ---- | ----------------- | ------- | ------------------------------------------ | ----------- | ----- | ----------- | --------- |
| 1999 |                   |         |                                            |             |       |             |           |
| 1.   | Venus Williams    | 6       | Bausch & Lomb Championships, Amelia Island | Terra verde | 2T    | 6-4, 7-6(6) | 140       |
| 2000 |                   |         |                                            |             |       |             |           |
| 2.   | Nathalie Tauziat  | 8       | Australian Open, Melbourne                 | Cemento     | 2T    | 7-6(3), 6-4 | 145       |
| 3.   | Conchita Martínez | 4       | Torneo di Wimbledon, Londra                | Erba        | 2T    | 6-4, 6-1    | 79        |